# Embolism pulmonar
Embolismul pulmonar (EP) este un tip de embolism, o blocare a arterelor pulmonare, cauzată de migrarea la acest nivel a unei mase dintr-o altă zonă a corpului. Simptomele includ: dispnee, durere toracică și tuse cu sânge. Pot să apară și simptomele unei tromboze venoase profunde la nivelul membrelor inferioare, precum: eritem, căldură, edem și durere. Boala poate să fie acompaniată de valori scăzute ale oxigenului, tahipnee (respirație rapidă), tahicardie (bătăi rapide ale cordului) și uneori de febră/subfebrilitate. Cazurile severe pot duce la sincopă, șoc hipotensiv și moarte subită.